# Slottet Seggau

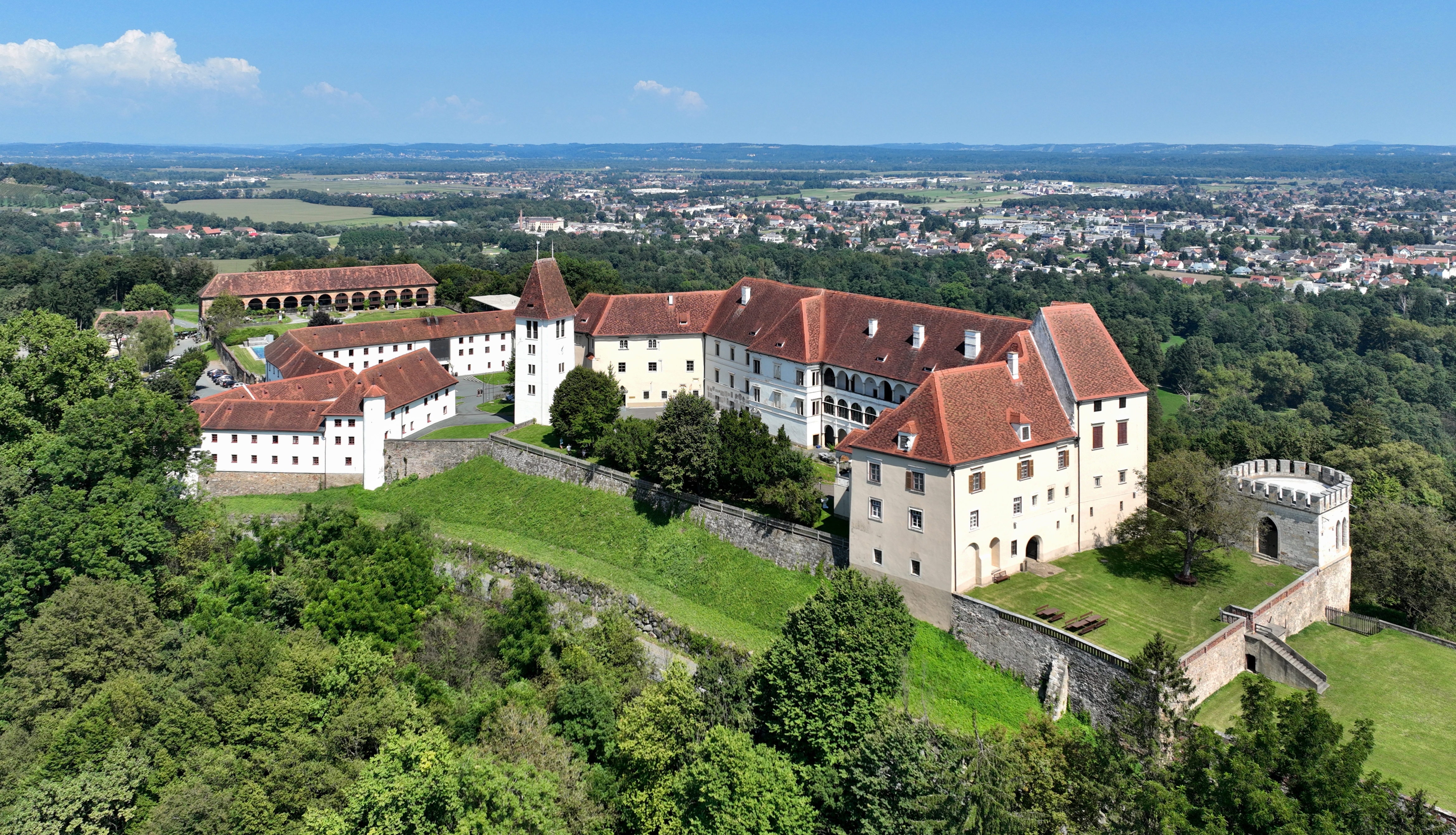
Slottet Seggau

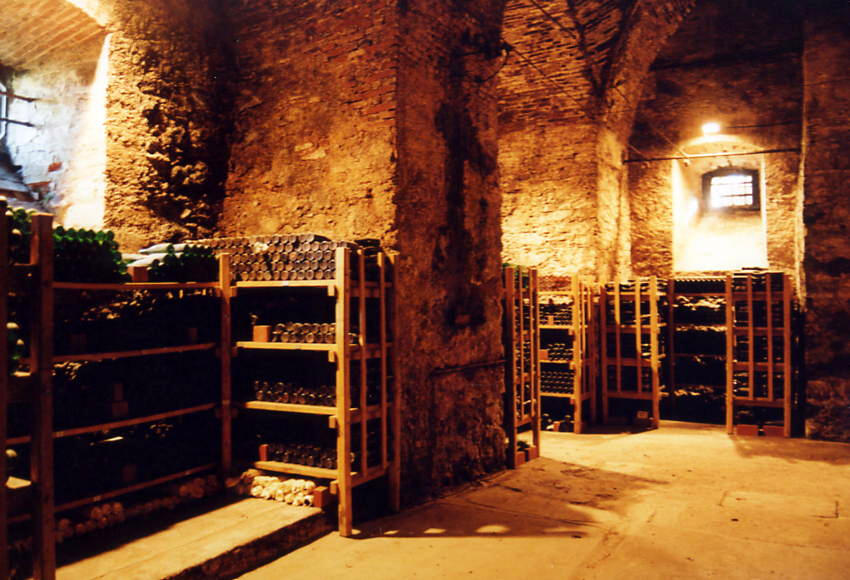
Slottets vinkällare

Slottet Seggau ligger i kommunen Seggauberg nära staden Leibnitz i det österrikiska förbundslandet Steiermark. 
På 1100-talet byggde ärkebiskoparna av Salzburg en borg på berget Seggauberg som ett missions- och förvaltningscentrum. 1219 överlämnades delar av fästningen till biskoparna av Seckau som byggde ut anläggningen. Så småningom utvecklades tre slott: borgen Leibnitz som ägdes av ärkebiskoparna av Salzburg, Seckaubiskoparnas borg och slottet Polheim något nedanför, som var säte för Salzburgs tjänstemän. 
1479 skövlades slotten av ungerska trupper. 1595 förvärvade Seckau även de andra slotten och byggde ihop dem. Slottet var då biskopssäte fram till 1786, och fungerade därefter som sommarresidens åt biskoparna av Seckau fram till 1900-talet. 
Slottet ägs fortfarande av Seckaus stift och är idag ett modernt konferenscentrum med hotell och restaurang. I vinkällaren som är mer än 300 år gammal och en av de största i delstaten Steiermark görs vinprovningar.